# Badacze Pisma Świętego

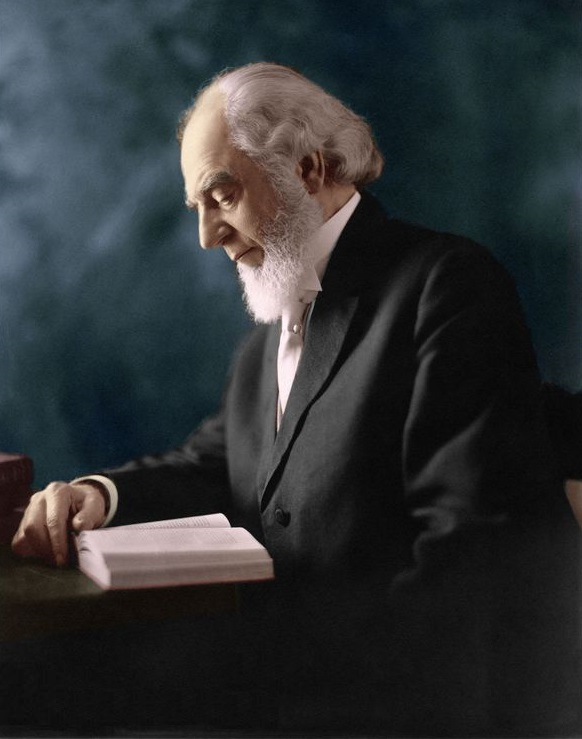
Charles Taze Russell

Badacze Pisma Świętego (ang. Bible Students) – restoracjonistyczny nurt religijny czerpiący z tradycji unitarianizmu, millenaryzmu i adwentyzmu, którego początki sięgają pierwszej klasy biblijnej założonej w 1870 roku w Allegheny w stanie Pensylwania. Od lipca 1879 roku grupa swoje poglądy religijne przedstawiała poprzez czasopismo „Strażnica”. Pierwszą organizacją Badaczy była założona przez Charlesa T. Russella 16 lutego 1881 roku w Stanach Zjednoczonych korporacja prawna „Zion’s Watch Tower Tract Society” (Towarzystwo Traktatowe – Strażnica Syjońska), znana dziś pod nazwą Watch Tower Bible and Tract Society of Pennsylvania.
31 stycznia 1909 roku Biuro Główne przeniesiono do Brooklynu w Nowym Jorku, a 4 marca tego roku z powodów prawnych założono „Stowarzyszenie Kazalnicy Ludowej” (ang. Peoples Pulpit Association). W kwietniu 1910 roku ruch przyjął nazwę „Badacze Pisma Świętego”. 30 czerwca 1914 roku założono w Londynie „International Bible Students Association” (Międzynarodowe Stowarzyszenie Badaczy Pisma Świętego), które było europejską korporacją reprezentującą Badaczy Pisma Świętego.
Po śmierci Russella na stanowisko prezesa wybrano Josepha F. Rutherforda. Po paru miesiącach kilku niezadowolonych działaczy zaczęło podważać pozycję prezesa, co stało się przyczyną rozłamu w ruchu w roku 1918 oraz doprowadziło do powstania konkurencyjnej korporacji nazwanej Pastoralnym Instytutem Biblijnym. Grupy religijne powstałe w wyniku podziałów po śmierci Russella określa się mianem ruchu badackiego. Największa grupa Badaczy Pisma Świętego, która pozostała związana z Towarzystwem Strażnica oraz czasopismem „Strażnica”, 26 lipca 1931 roku przyjęła nazwę Świadkowie Jehowy.

## Historia

### Pierwsza klasa studiów biblijnych
Początki Badaczy Pisma Świętego sięgają roku 1870 i pierwszej grupy studium Biblii zorganizowanej w Allegheny przez Charlesa T. Russella. Nie był to odłam któregoś z istniejących wcześniej wyznań, gdyż Russell uważał, że nauki biblijne zostały porozdzielane między różnymi wyznaniami, które w mniejszym lub większym stopniu stapiały je z ludzkimi spekulacjami i błędnymi poglądami. Grupka ta, nazywana wówczas „klasą”, składała się początkowo z około sześciu osób, które spotykały się w każdą niedzielę w celu studiowania Biblii. Russell pochodził z rodziny emigrantów o korzeniach szkocko-irlandzkich i do wczesnej młodości, podobnie jak jego rodzice uczęszczał do lokalnego kościoła prezbiteriańskiego. Kiedy miał około sześciu lat zmarła jego matka, a on sam zaczął zastanawiać się, czy po śmierci za grzechy człowiek trafia do piekła. Russell rozpoczął poszukiwania religijne i samodzielnie badał Biblię. W wyniku tych studiów uznał on, że doktryny uznanych Kościołów są niezgodne z Pismem Świętym i należy je odrzucić, co dało początek jego poszukiwaniom religijnym.
Działanie grupy C.T. Russella polegało na stawianiu pytań oraz poszukiwaniu biblijnej odpowiedzi na nie, niezależnie od dogmatów przyjętych przez uznane Kościoły chrześcijańskie. W tym celu odszukiwano wszystkie wersety biblijne związane z tematem. Gdy po dyskusji wszyscy jej uczestnicy byli przekonani, że wersety biblijne ze sobą harmonizują, formowali wniosek końcowy i zapisywali go. C.T. Russell był przekonany, że Biblia traktowana jako całość zawiera orędzie, które jest harmonijne i spójne. Jego zdaniem jeśli jakiś fragment wydawał się trudny do zrozumienia, należało sięgnąć do innych tekstów biblijnych. W ten sposób Biblię miała wyjaśniać sama Biblia.
W latach 1870–1875 poglądy religijne tej grupy ulegały głębokim zmianom. W roku 1871 w wyniku tych studiów odrzucili nauki o nieśmiertelności duszy i o wiecznych mękach. W 1872 roku przyjęli koncepcję „okupu” i „restytucji”. Od roku 1874 klasa biblijna z Pittsburgha zaczęła obchodzić doroczną uroczystość upamiętniającą śmierć Jezusa, nazwaną Pamiątką śmierci Chrystusa. W tym samym roku zastanawiali się również nad właściwym rozumieniem chrztu i postanowili zostać ochrzczeni przez zanurzenie w wodzie. W 1875 roku uznali, że Jezus ma powrócić niewidzialnie.
Russell otwarcie przyznawał, że studiując Biblię korzystał z pomocy innych badaczy Pisma Świętego, którzy przed nim starali się zrozumieć nauki Biblii. Wśród osób, które miały na niego pośredni lub bezpośredni wpływ, wymieniał: George’a Stetsona, George’a Storrsa, Henry’ego Grewa, Jonasa Wendella czy Henry’ego Dunna.

### Okres współpracy z Nelsonem Barbourem

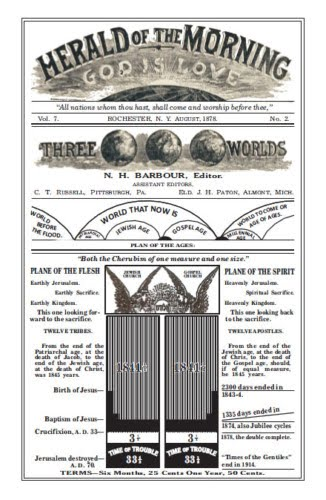
„Herald of the Morning”, sierpień 1878

W styczniu 1876 roku C.T. Russell otrzymał czasopismo religijne „Herald of the Morning” („Zwiastun Poranka”) wydawane przez Nelsona H. Barboura. Ponieważ czasopismo to przedstawiało podobne poglądy do grupy C.T. Russella, umówiono spotkanie, w rezultacie którego pittsburska klasa studiów biblijnych, licząca wtedy około 30 osób, połączyła się z nieco liczniejszą grupą N.H. Barboura z Rochester. Nelson Barbour pozostał wydawcą „Zwiastuna Poranka”, a jego redaktorami byli Charles T. Russell oraz John H. Paton (1843–1922).
W październiku 1876 roku w czasopiśmie „Bible Examiner” wydawanym przez George’a Storrsa Russell opublikował artykuł „Kiedy się zakończą Czasy Pogan?”, w którym wskazywał, że „siedem czasów” z Księgi Daniela dobiegnie końca w roku 1914 n.e. Data ta stała się znamiennym rokiem w działalności całego ruchu badackiego. W kolejnym roku Russell i Barbour wydali książkę Three Worlds, and the Harvest of This World (Trzy światy i żniwo tego świata). Wskazywali w niej, że w roku 606 p.n.e. upadło Królestwo Judy a cała władza została oddana narodom pogańskim. Uważali też, że koniec okresu 2520 lat z Księgi Daniela, liczony od daty upadku Królestwa Judy, ma upłynąć w roku 1914.
W 1877 roku C.T. Russell zaczął wyprzedawać swoje udziały w spółkach handlowych i poświęcił się działalności ewangelizacyjnej. Odtąd podróżował od miasta do miasta, wygłaszając odczyty biblijne na zebraniach publicznych, ulicach i w kościołach protestanckich. Właśnie dzięki tej działalności stał się znany jako „pastor” Russell. Podobną działalność choć na mniejszą skalę przez kilka miesięcy prowadzili również Barbour i Paton.
W 1878 roku N.H. Barbour opublikował w „Zwiastunie Poranka” artykuł, w którym podważał naukę o okupie, mówiącą, że śmierć Chrystusa stanowiła cenę za Adama i jego potomstwo. Do grudnia tego roku na łamach „Zwiastuna” toczyła się polemika pomiędzy Russellem a Barbourem. Ponieważ nie doszło do porozumienia w tej zasadniczej kwestii, C.T. Russell postanowił zupełnie wycofać się z finansowania „Zwiastuna Poranka” oraz zaprzestać dalszej współpracy z N.H. Barbourem. Postanowił też rozpocząć wydawanie czasopisma, które będzie bronić nauki o okupie oraz rozgłaszać dobrą nowinę. Doszło też do rozdzielenia grupy C.T. Russela z grupą N.H. Barboura, przy czym część członków grupy Barboura, jak na przykład John H. Paton, redaktor „Zwiastuna Poranka” czy Albert D. Jones, przyłączyła się do Russella.

### „Strażnica Syjońska”

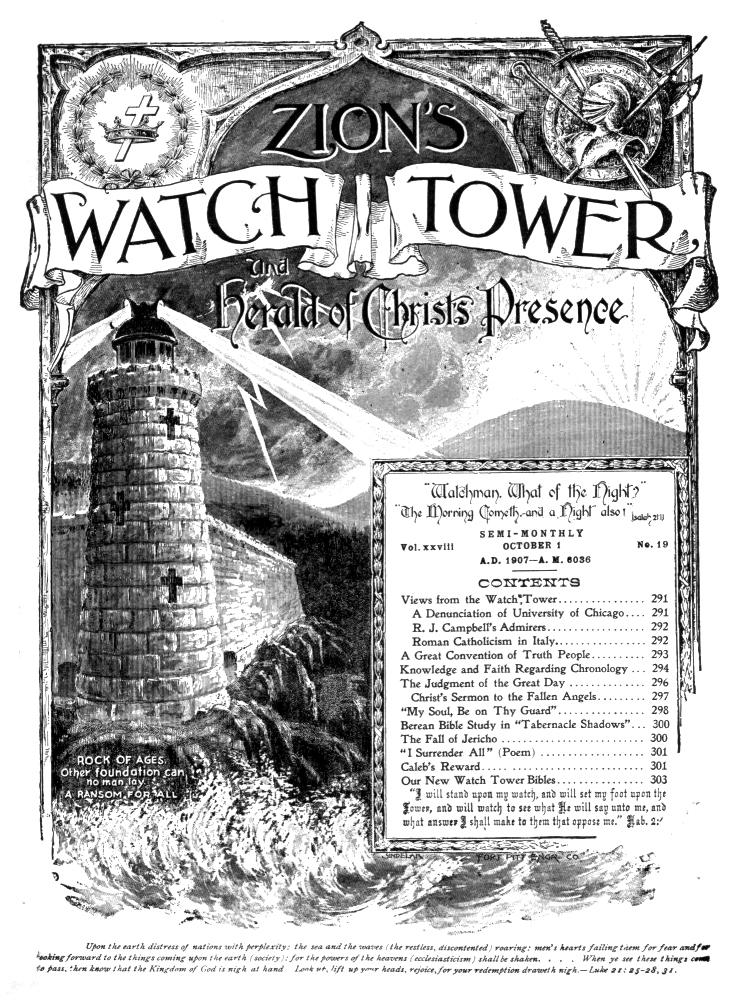
„Zion's Watch Tower and Herald of Christ's Presence”, „Strażnica” z 1 października 1907 roku

W lipcu 1879 roku w nakładzie 6000 egzemplarzy ukazał się pierwszy numer miesięcznika „Strażnica Syjońska i Zwiastun Obecności Chrystusa”. Czasopismo to stało się głównym narzędziem wykorzystywanym przez C.T. Russella. Do publikowania na łamach „Strażnicy” Russell zaprosił pięciu współpracowników.
W latach 1879 i 1880 C.T. Russell i jego współpracownicy założyli około 30 niewielkich klas studiów biblijnych na terenie stanów: Pensylwania, New Jersey, Nowy Jork, Massachusetts, Delaware, Ohio i Michigan. Klasy te nazywano również eklezjami, zastępami i zborami. Pod koniec roku 1895 nadzór nad zborami powierzono starszym, których wybierali członkowie zborów.
W „Strażnicy Syjońskiej” z października i listopada 1881 roku C.T. Russell wyraźnie rozróżnił osoby Ojca i Syna, nazywając wyłącznie Ojca Istotą Najwyższą o imieniu Jehowa, a w wydaniu z czerwca 1882 uznał, że Trójca ma korzenie pogańskie i nie pochodzi z Biblii.

### Kwartalniki Staroteologiczne
W 1880 roku Russell wraz ze swoimi współpracownikami rozpoczęli redagowanie traktatów, które miały za cel wykazać, że poglądy tej grupy religijnej nie są nowe, lecz wywodzą się z Biblii – stąd ich późniejsza nazwa staroteologiczne. Te kilkustronicowe traktaty wydawane od roku 1881 i nazywane „Traktatami Strażnicy” (do 1908 roku używano również nazwy „Traktaty Badaczy Pisma Świętego”), były dołączane do „Strażnicy”, a jej czytelnicy mieli zajmować się ich rozpowszechnianiem. Ta seria liczyła siedem numerów.
W 1889 roku Towarzystwo Strażnica zaczęło publikować serię Traktatów Staroteologicznych, nazwanych w roku 1892 Kwartalnikami Staroteologicznymi. Ukazywała się ona do roku 1908 w Allegheny i liczyła 86 numerów (83 numery zwykłe + 3 dodatkowe). Kwartalniki ukazywały się głównie w języku angielskim (69 numerów, w tym 13 numerów powtórzonych w obszerniejszej formie lub w zrewidowanej wersji). Pojedyncze egzemplarze traktatów wydano jako tłumaczenie traktatów angielskich na język szwedzki (5 numerów), niemiecki (4 numery), norweski (3 numery), holenderski (2 numery), francuski (2 numery) i jidysz (1 numer – traktat specjalny wydany tylko w tym języku). W 1909 roku po przeprowadzce biura do Brooklynu zaczęto wydawać nowe serie traktatów: „Kazalnica ludowa”, „Pismo dla każdego” oraz „Miesięcznik Badaczy Pisma Świętego”. Łączna liczba traktatów różnych serii rozpowszechnionych przez Badaczy Pisma Świętego przekroczyła do 1918 roku 300 milionów egzemplarzy.

### Towarzystwo Strażnica
By działalność grupy osób skupionych wokół C.T. Russella mogła nabrać rozmachu i by samodzielnie wydawać „Strażnicę” oraz móc otrzymywać datki na działalność kaznodziejską 16 lutego 1881 roku założono „Towarzystwo Traktatowe – Strażnica Syjońska”. Początkowo była to niezarejestrowana korporacja, której prezesem został William H. Conley, a rzeczywistym liderem był C.T. Russell. 15 grudnia 1884 roku „Towarzystwo Traktatowe – Strażnica Syjońska” zostało prawnie zarejestrowane, a Charles T. Russell został jego prezesem. 19 września 1896 roku zmieniło ono nazwę na „Towarzystwo Biblijne i Traktatowe – Strażnica” gdyż z czasem zaczęło udostępniać czytelnikom różne przekłady Biblii.
4 marca 1909 roku, po przeniesieniu Biura Głównego z Allegheny do Brooklynu w Nowym Jorku, założono „Stowarzyszenie Kazalnicy Ludowej” (ang. Peoples Pulpit Association). Korporację tę utworzono ponieważ stowarzyszenie Watch Tower Bible and Tract Society zarejestrowane w stanie Pensylwania nie mogło posiadać nieruchomości ani majątku trwałego jak również nie mogło prowadzić działalności w stanie Nowy Jork. Wydawała ona co miesiąc serie traktatów nazwane: „Kazalnica ludowa” (Peoples Pulpit), „Pismo dla każdego” (Everybody's Paper) oraz „Miesięcznik Badaczy Pisma Świętego” (The Bible Students Monthly).

### Dom Biblijny
Początkowo biuro Towarzystwa Strażnica mieściło się w Pittsburghu, a później w Allegheny przy Federal Street 44. W 1889 roku ukończono budowę czterokondygnacyjnego budynku w Allegheny przy Arch Street 56–60, który stał się znany jako „Dom Biblijny”. 31 stycznia 1909 roku biura przeniesiono do obiektów znajdujących się w Brooklynie.
W latach 1879–1920 drukowaniem czasopism, do 1922 książek i do 1926 Biblii używanych przez Badaczy Pisma Świętego zajmowały się firmy komercyjne. W Domu Biblijnym wykonywano w tym czasie prace pomocnicze w działalności drukarskiej.

### Wykłady Pisma Świętego

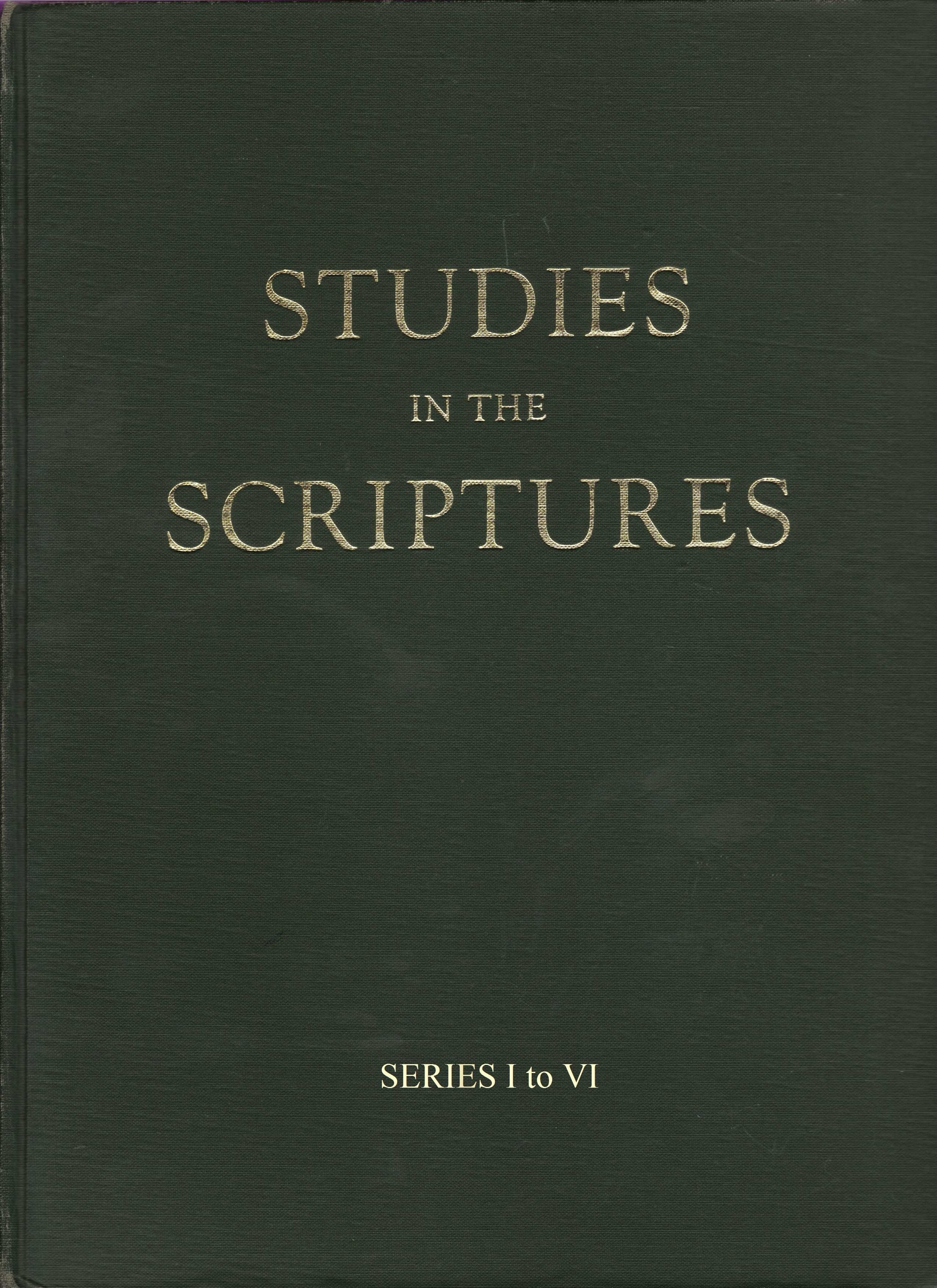
Seria Wykładów Pisma Świętego

W 1886 roku C.T. Russell opublikował pierwszy tom serii wydawniczej początkowo znanej jako Brzask Tysiąclecia, a w okresie późniejszym nazwanej Wykładami Pisma Świętego. Pierwszy tom nosił tytuł Plan wieków; później nazwano go Boski plan wieków. W ciągu 40 lat rozpowszechniono 6 milionów egzemplarzy tej książki.
W następnych latach Charles T. Russell napisał pięć dalszych książek z tej serii. W 1889 roku ukazał się tom II – Nadszedł czas, w 1891 tom III – Przyjdź Królestwo Twoje, w 1897 tom IV – Walka Armagieddonu (pierwotnie nosił tytuł Dzień pomsty), w 1899 tom V – Pojednanie pomiędzy Bogiem i człowiekiem, a w 1904 tom VI – Nowe stworzenie. Russell planował wydać jeszcze tom VII, jednak zmarł, nim zdążył go napisać.
W 1894 roku dostępne wówczas tomy Brzasku Tysiąclecia nabył Joseph F. Rutherford, który po śmierci Russella, w styczniu 1917 roku został drugim prezesem Towarzystwa Strażnica.

### Kolporterzy
W 1881 roku grupa C.T. Russella liczyła około 100 osób. W tym czasie w „Strażnicy Syjońskiej” z kwietnia 1881 roku ukazał się artykuł pod tytułem Potrzeba 1000 kaznodziejów. Z czasem grupa powiększała się liczebnie. W roku 1885 działalność kaznodziejską prowadziło około 300 kolporterów, a w roku 1890 Towarzystwo Strażnica miało około 400 aktywnych współpracowników. Z tej grupy w 1888 roku 50 osób rozpowszechniało publikacje biblijne pełnoczasowo. W 1886 roku C.T. Russell zamierzał rozprowadzić 100 egz. książki „Boski plan wieków” poprzez księgarnię w Chicago zajmującą się dystrybucją książek religijnych. Ponieważ jednak pewien znany kaznodzieja zagroził wycofaniem swoich publikacji z księgarni dystrybutor odesłał całą partię książek do Domu Biblijnego. Z tego względu Charles Taze Russell położył nacisk na działalność kolporterów zajmujących się rozpowszechnianiem literatury biblijnej.
Osoby działające w charakterze kolporterów poświęcały swój czas na działalność ewangelizacyjną starając się w głównie większych i mniejszych miastach wyszukać szczerych chrześcijan i zachęcić ich do czytania publikacji biblijnych – czasopisma „Strażnica Syjońska” oraz tomów „Wykładów Pisma Świętego”. Osoby te mogły pokrywać swoje wydatki z pozyskanych prenumerat Strażnicy oraz ze sprzedanej literatury biblijnej. Niektórzy kolporterzy wyjeżdżali na tereny zagraniczne do takich krajów jak Barbados, Birma (obecnie Mjanma), Finlandia, Gwatemala, Honduras i Salwador. Jeszcze przed wybuchem I wojny światowej miejscowi kolporterzy działali w Chinach, we Francji, w Kostaryce, Niemczech, Norwegii, Nowej Zelandii, Polsce, Szwajcarii, Szwecji i w Wielkiej Brytanii. W styczniu 1914 roku taką działalność prowadziło 850 kolporterów. Ze względu na trudności spowodowane wybuchem wojny ich liczba w kolejnych latach spadła.
Po śmierci C.T. Russella, w 1917 roku liczba kolporterów zwiększyła się z 372 do 461. Po raz pierwszy powołano też kolporterów specjalnych, będących odpowiednikiem późniejszych pionierów pomocniczych. W niektórych zborach nawet około 100 głosicieli prowadziło taką działalność. Szczególnie od 1922 roku kładziono mocniejszy nacisk na ewangelizację. W największej grupie badackiej po roku 1931, by lepiej oddać charakter ich pracy, kolporterów nazwano pionierami

### Wydawanie przekładów Biblii
W roku 1890 Towarzystwo Strażnica za zgodą tłumacza wydało przekład „The New Testament Newly Translated and Critically Emphasised” Josepha B. Rotherhama (wyd. II) w języku angielskim. W roku 1902 wydano Biblię paralelną Holmana (Linear Parallel Edition) w nakładzie 5000 egzemplarzy. Zawierała ona dodatek „Pomoce do berejskiego badania Pisma Świętego”, w którym znalazły się odsyłacze do publikacji Towarzystwa Strażnica z lat 1895–1901. Tekst tej Biblii pochodził z Biblii króla Jakuba oraz Revised Version.
Również w roku 1902 Towarzystwo Strażnica nabyło prawa do wyłącznego wydawania i dystrybucji grecko-angielskiego przekładu Nowego Testamentu The Emphatic Diaglott opracowanego przez Benjamina Wilsona. Tłumaczenie to pochodziło z roku 1864 i było międzywierszowym dosłownym przekładem tekstu greckiego Johanna J. Giersbacha.
W roku 1907 opublikowano specjalną edycję Pisma Świętego zawierającą przedruk Biblii króla Jakuba oraz 500-stronicowy dodatek nazwany „Berejski podręcznik nauczycieli biblijnych”, zawierający m.in. komentarze do wielu wersetów, odsyłacze do publikacji Towarzystwa Strażnica, skorowidz tematyczny, listę wersetów nieautentycznych, tabele chronologiczne i 12 map. To wydanie Biblii nazwano „Wydaniem Badaczy Pisma Świętego”.
Pierwszym przekładem Biblii wydanym na własnych prasach był The Emphatic Diaglott, który zaczęto drukować 21 grudnia 1926 roku w drukarni w Domu Biblijnym.

### Wielka Piramida

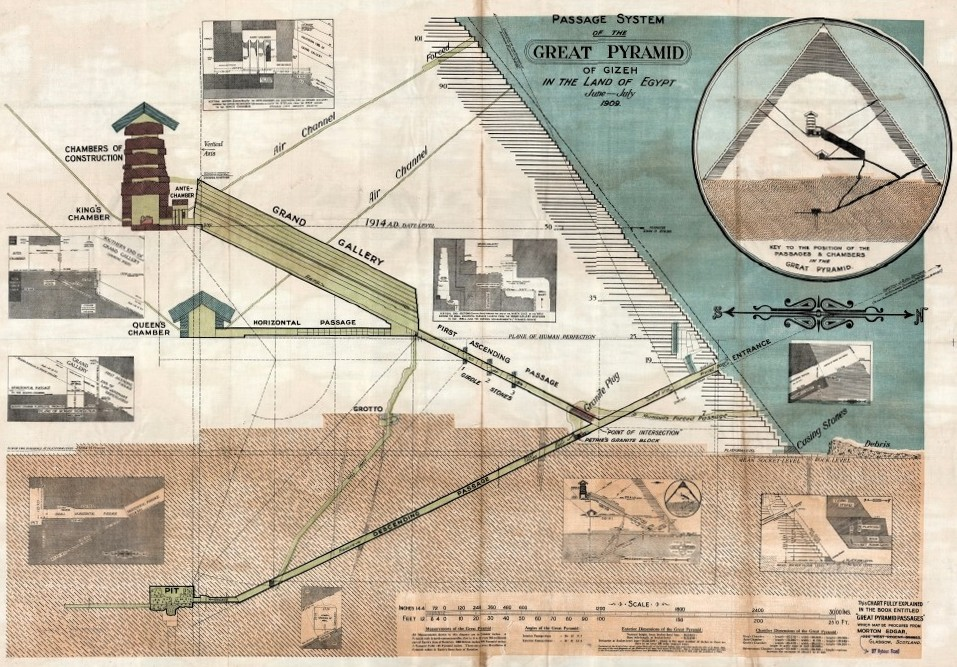
Woskowany baner lniany z 1910 roku, przedstawiający szczegółowy przekrój Wielkiej Piramidy w Gizie w Egipcie, oparty na badaniach przeprowadzonych w 1909 roku przez Mortona Edgara i jego brata Johna Edgara, którzy obaj byli oddanymi piramidologami, objaśniający domniemane zależności między wymiarami Wielkiej Piramidy a chronologią biblijną

W dwóch numerach „Strażnicy” z lipca i sierpnia 1881 roku opublikowano wykres, który w formie graficznej przedstawiał historię od stworzenia świata do czasu, gdy na ziemi będzie panować Królestwo Boże. Wykres ten łączył historię ludzkości z Wielką Piramidą w Egipcie. Następnie w „Strażnicy” z września 1883 roku C.T. Russell stwierdził, że Bóg umieścił Wielką Piramidę jako znak w Egipcie wspomniany w Księdze Izajasza 19:19,20. W 1886 roku w książce Boski plan wieków będącej pierwszym tomem serii Brzask Tysiąclecia ponownie przedstawiono ten sam wykres, a w XII wykładzie w tej książce znalazł się jego dokładny opis.
W 1891 roku Russell wydał książkę Przyjdź Królestwo Twoje, będącą trzecim tomem serii Brzask Tysiąclecia. W dziesiątym rozdziale tej książki, w całości poświęconym Wielkiej Piramidzie, Russell zawarł historyczno-eschatologiczne interpretacje struktury piramidy, które wykraczały poza prace Johna Taylora, Charlesa Piazzi Smytha, Josepha Seissa, George’a Storrsa i innych przed Russellem uważających Wielką Piramidę za coś więcej niż wielką budowlę. C.T. Russell uznał, że piramida przedstawia „Boski plan wieków w kamieniu”. Recenzentem tego rozdziału książki był C.P. Smyth. W ruchu Badaczy Pisma Świętego dalsze badania Wielkiej Piramidy prowadzili bracia John i Morton Edgar. Badacze Pisma Świętego twierdzili wówczas, że długość niektórych korytarzy w Wielkiej Piramidzie wskazuje na czas rozpoczęcia „wielkiego ucisku”, o którym jest mowa w Ewangelii według Mateusza 24:21, a sama Wielka Piramida była uważana za „Biblię w Kamieniu”.
W 1928 roku, po publikacji artykułów w „Strażnicy” z 15 listopada i 1 grudnia 1928 roku (wydanie polskie z 1 i 15 stycznia 1929 roku), pogląd ten został odrzucony przez największą grupę Badaczy Pisma Świętego, która przyjęła nazwę Świadkowie Jehowy. Artykuły te wykazywały, że Bóg nie potrzebował żadnych kamiennych pomników wybudowanych przez pogańskich władców dla uwiarygodnienia orędzia przedstawionego w Biblii. Jednocześnie większość grup powstałych wśród Badaczy Pisma Świętego po śmierci C.T. Russella w dalszym ciągu odnosi się z szacunkiem do Wielkiej Piramidy, poglądów C.T. Russella i badań Johna Edgara.

### Zgromadzenia
Pierwsze większe zgromadzenia Badacze Pisma Świętego zaczęli organizować w drugiej połowie lat 80. XIX wieku. Były one urządzane z okazji przypadającej na dzień 14 nisan Pamiątki śmierci Jezusa Chrystusa. W roku 1886 w okresie Pamiątki zorganizowano kilkudniowe „walne zgromadzenie”, równocześnie w „Strażnicy” wystosowano zachętę do udziału w tym zgromadzeniu.

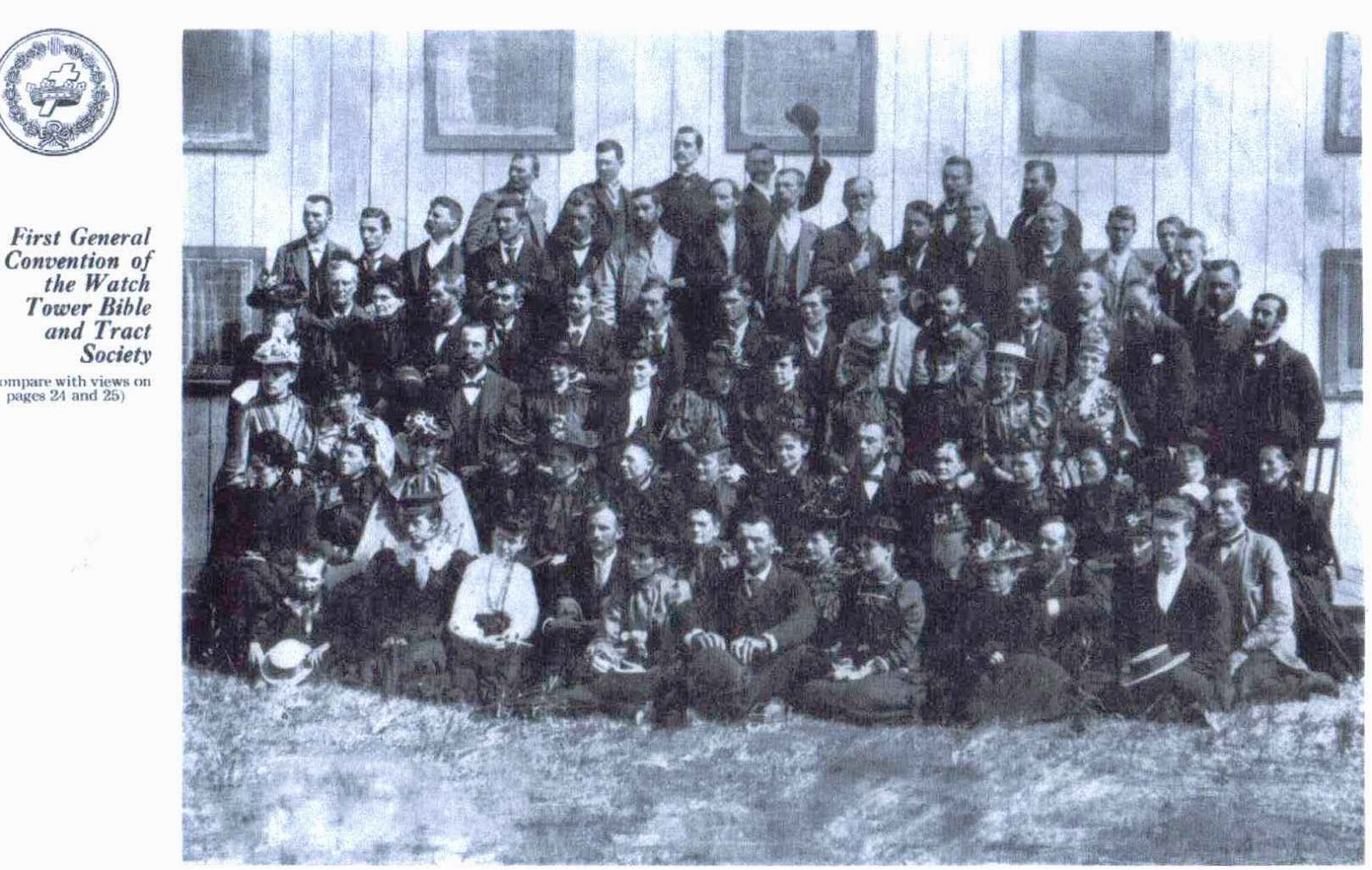
Grupa uczestników Pierwszej Konwencji Generalnej, sierpień 1893 Chicago

Pierwsze oficjalnie zapowiedziane zgromadzenie odbyło się pod koniec lutego 1891 roku w Toronto (700 obecnych), kolejne w tym samym roku w Allegheny z okazji dorocznego święta upamiętniającego śmierć Jezusa Chrystusa. W kolejnym roku odbyło się zgromadzenie w Allegheny w dniach 7–14 kwietnia. Obecnych na nim było około 400 osób z mniej więcej dwudziestu amerykańskich stanów, jak również z kanadyjskiej prowincji Manitoba. Pierwsze większe zgromadzenie nie połączone z Pamiątką śmierci Jezusa Chrystusa, nazwane Konwencją Generalną, miało miejsce w dniach od 20 do 24 sierpnia 1893 roku w Chicago w stanie Illinois. Uczestniczyło w nim 360 osób ze Stanów Zjednoczonych i Kanady, a 70 ochrzczono. Zgromadzenia te nazywano „konwencjami”. Z czasem gdy liczba uczestników rosła nazwano je kongresami, a w społecznościach badackich niezwiązanych z Towarzystwem Strażnica nazwa „konwencja” utrzymała się do dziś.
Zgromadzenia te często były ważnymi wydarzeniami w dziejach Badaczy Pisma Świętego. Przyczyniały się do rozwoju działalności lub też lepszego zrozumienia Biblii.

### Podróże zagraniczne
Latem i jesienią 1891 roku C.T. Russell wspólnie z żoną odbył podróż zagraniczną po Europie, Azji i Afryce by osobiście spotkać się z członkami zborów w Wielkiej Brytanii, w Rosji, w zachodniej i wschodniej Europie oraz w krajach basenu Morza Śródziemnego. W jej wyniku w Londynie zorganizowano skład literatury biblijnej oraz poczyniono starania w celu wydawania publikacji Towarzystwa Strażnica w języku niemieckim, francuskim, szwedzkim, duńsko-norweskim, polskim, greckim, a później również włoskim. Druga podróż do Europy miała miejsce w 1903 roku. Russell przemawiał wówczas w wielu miastach.
W okresie późniejszym C.T. Russell udawał się do Europy w latach 1908, 1909, 1910 (dwa razy), 1911 (dwa razy), 1912 (dwa razy), 1913 i 1914 odbywając w sumie 12 takich podróży. Przyczyniły się one do rozwoju działalności Badaczy Pisma Świętego w innych krajach. W 1900 roku otworzono Biuro Oddziału w Wielkiej Brytanii, w 1902 w Niemczech, a do roku 1904 w Szwajcarii i Australii.

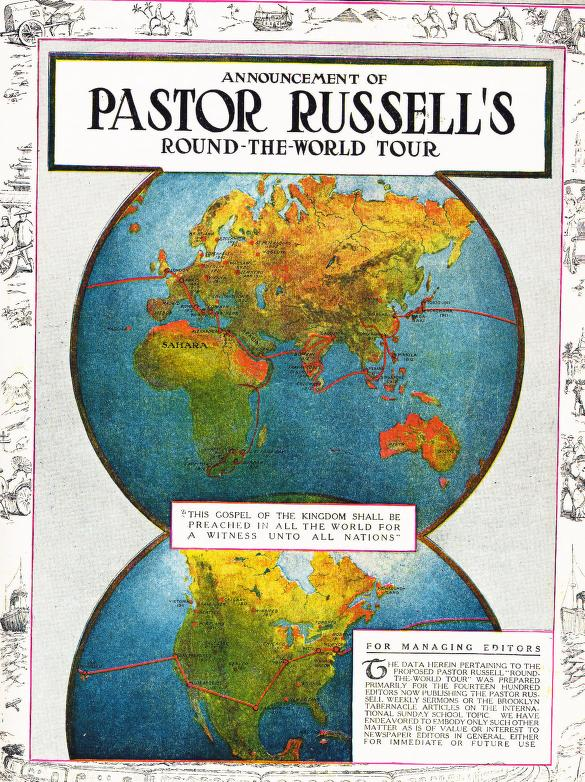
Plan podróży dookoła świata siedmioosobowego komitetu na czele z C.T. Russellem opublikowany w specjalnym wydaniu „Strażnicy” z 1 stycznia 1912

W okresie od grudnia 1911 roku do marca 1912 siedmioosobowy komitet z Russellem na czele odbył podróż dookoła świata. Podróż rozpoczęła się w Nowym Jorku, dalej poruszając w kierunku zachodnim poprzez Chicago, Dallas, San Antonio i Los Angeles dotarto do San Francisco. Dalsza podróż odbyła się statkiem poprzez Hawaje, Japonię, Chiny, południową Azję, Afrykę i Europę, skąd nastąpił powrót do Nowego Jorku. Celem tej podróży było rozpoznanie możliwości rozszerzenia działalności na inne kraje. W sprawozdaniu z tej podróży komitet uznał za potrzebne tłumaczenie literatury biblijnej na języki: japoński, chiński, hindi, gudżarati, malajalam, marathi, telugu i tamilski.
Pod koniec lutego i na początku marca 1913 roku Russell odbył podróż misyjną do Panamy, krajów karaibskich, na Jamajkę i na Kubę. Przemawiał w Panamie w teatrach w mieście Colón i w stolicy, w Kingston na Jamajce w „Collegiate Hall”, w Hawanie na Kubie – w największych audytoriach miast regionu. Wszędzie zdecydowaną większość jego słuchaczy stanowiła ludność kolorowa.

### Pielgrzymi
W 1894 roku Towarzystwo Strażnica rozesłało swoich 21 podróżujących przedstawicieli, którzy prowadzili zebrania publiczne oraz budowali duchowo powstające klasy Badaczy Pisma Świętego. Przedstawicieli tych początkowo nazywano „pielgrzymami”. Podróżowali oni według ustalonej marszruty, która była publikowana w „Strażnicy”. W miarę powstawania kolejnych zborów wysyłano kolejnych pielgrzymów. W 1908 roku zbory odwiedzało 47 pielgrzymów, spośród których 30 złożyło zaproponowany przez Russella „ślub Panu”. Po śmierci Russella, w roku 1917, zwiększono liczbę pielgrzymów z 69 do 93.

### Debaty publiczne
10 marca 1903 roku dr Ephraim L. Eaton (1846–1931), pastor kościoła metodystyczno-episkopalnego z North Avenue, rzecznik reprezentujący zrzeszenie kaznodziejów protestanckich w zachodniej Pensylwanii, listownie wezwał C.T. Russella do udziału w sześciodniowej debacie publicznej. Odbyła się ona w sześciu terminach od 18 października do 1 listopada tego samego roku w Carnegie Hall w Pittsburghu. Podczas debaty Russell dowodził, że gdy ciała zmarłych spoczywają w grobie, ich dusze nie mają świadomości oraz wskazywał, że celem drugiego przyjścia Chrystusa jest błogosławienie wszystkim rodzinom ziemi. W lokalnym dzienniku „The Pittsburgh Gazette” każdego dnia rano ukazywał się artykuł szczegółowo relacjonujący debatę z dnia poprzedniego.
Po ośmiomiesięcznej wymianie korespondencji z Frederickiem Louisem Rowe’em (1866–1947) z Kościoła Chrystusowego dotyczącej porównania nauczania Badaczy Pisma Świętego z nauczaniem ortodoksyjnym, Charles T. Russell dał się zaprosić do udziału w debacie publicznej z przedstawicielem tego Kościoła. Odbyła się w Music Hall w Cincinnati w stanie Ohio w dniach od 23 do 28 lutego 1908 roku. Dyskusji pomiędzy C.T. Russellem a Lloydem Smithem White’em (1867–1949), starszym Uczniów Chrystusa z Pearl and Bryan Streets Church of Christ w Dallas, przysłuchiwały się tysiące osób. Dotyczyła ona między innymi stanu umarłych oraz drugiego przyjścia Chrystusa. Była ona relacjonowana w lokalnej gazecie „Cincinnati Enquier”. W wyniku debaty ponad 2000 osób uczestniczyło w konwencji Badaczy Pisma Świętego zorganizowanej w dniach od 1 do 8 marca w Cincinnati.

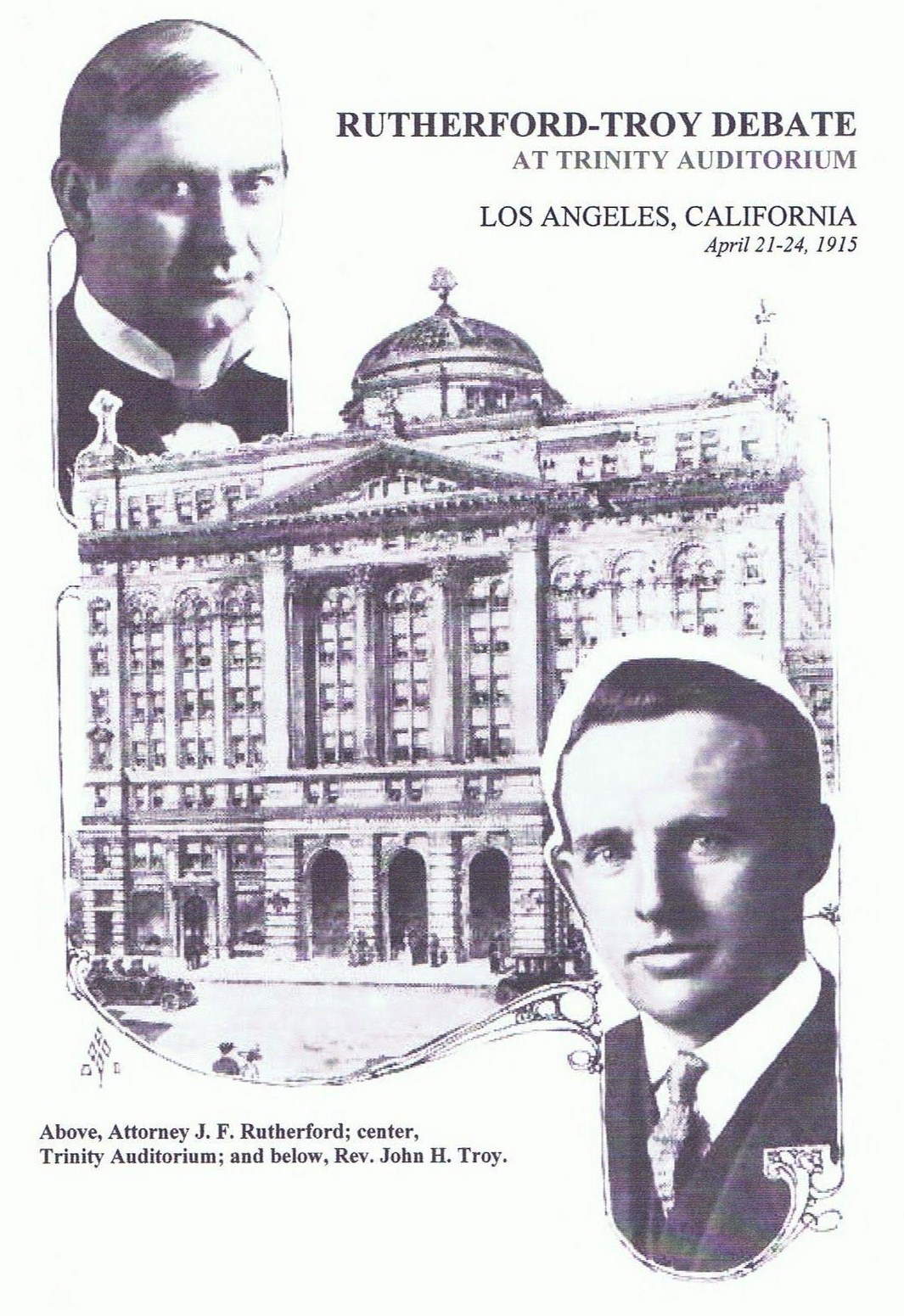
Afisz zapowiadający debatę pomiędzy Johnem H. Troyem a Josephem F. Rutherfordem, która miała miejsce w dniach od 21 do 24 kwietnia 1915 roku w Trinity Auditorium w Los Angeles

Przez następne 12 lat począwszy od roku 1903 współpracownicy Russella przyjmowali podobne wyzwania, choć ich przeciwnicy religijni często rezygnowali lub się wycofywali. W kwietniu 1915 roku J.F. Rutherford przyjął wyzwanie baptystów reprezentowanych przez Johna H. Troya. Dyskusja ta odbyła się w dniach od 21 do 24 kwietnia 1915 roku w Trinity Auditorium w Los Angeles na oczach 12 tysięcy widzów, przy czym dla około 10 tysięcy osób zabrakło miejsc.

### Kazania Russella
Codzienne relacje z debat C.T. Russella z E.L. Eatonem w lokalnej prasie stały się źródłem pomysłu, by co tydzień kazania Russella ukazywały się w różnych gazetach na terenie Stanów Zjednoczonych, a później także Kanady, Europy, Australii i RPA. Zaczęły się one ukazywać jeszcze w 1903 roku w „The Pittsburgh Gazette”. Od 1904 roku były one przesyłane do różnych redakcji telegraficznie. W 1908 roku były drukowane w 11 gazetach osiągających łączny nakład 402 000 egzemplarzy. Dzięki przeprowadzce biura do Brooklynu w styczniu 1909 roku już kilka miesięcy później kazania Russella były publikowane w ponad 400 tytułach. W 1913 roku kazania ukazywały się w czterech językach. W szczytowym momencie kazania te drukowało 2000 gazet, docierających do 15 milionów czytelników.
W celu publikowania kazań zorganizowano międzynarodową agencję prasową, w skład której wchodziło czterech pracowników biura Towarzystwa. Agencją kierował George C. Driscoll. C.T. Russell co tydzień przesyłał do agencji kazanie o długości około dwóch szpalt. Agencja ta telegraficznie przekazywała tekst do gazet. Nawet przebywając w trakcie podróży Russell wysyłał teksty swoich kazań do agencji. Agencja przygotowała kilka zagranicznych wizyt C.T. Russella, a także kierowała informacje o publicznych wystąpieniach C.T. Russella do lokalnej prasy. Na przełomie lat 1911/1912 G.C. Driscoll wyprzedzał o kilka tygodni Komitet Misyjny w trakcie podróży misyjnej dookoła świata wynajmując odpowiednie miejsca na wystąpienia publiczne oraz dbając o należytą ich oprawę w miejscowej prasie.
W trakcie I wojny światowej papier stał się materiałem deficytowym a jego cena wzrosła, wskutek czego w 1916 roku ilość gazet publikujących kazania C.T. Russella znacznie zmalała. Po śmierci Russella, która nastąpiła 31 października 1916 roku, całkowicie zrezygnowano z publikowania kazań drukowanych w prasie.

### Nazwa
Ponieważ Charles T. Russell nie był zainteresowany założeniem nowego wyznania przez długi czas opierał się prośbom by ruchowi któremu przewodził nadać wyróżniającą nazwę. Jednak zarówno prasa jak też niektórzy przeciwnicy religijni zaczęli używać własnych określeń na zdefiniowanie ruchu założonego przez Charlesa T. Russella. Po długich dyskusjach z członkami zarządu oraz szanowanymi członkami ruchu zgodził się on w kwietniu 1910 roku na przyjęcie nazwy. Od tej pory zarówno korporacja prawna jak też grupy studiujące Biblię określały siebie jako „Bible Students” (w języku polskim przyjęła się nazwa „Badacze Pisma Świętego”). W ten sposób C.T. Russell wyraził swój sprzeciw wobec nazywania członków ruchu od jego nazwiska mianem „russellitów” czy „Millennial Dawn” („milenijnymi brzaskowcami”) od pierwotnej nazwy serii Wykładów Pisma Świętego. Wtedy też w dokumentach założycielskich korporacji prawnych J.F. Rutherford z polecenia C.T. Russella umieścił nazwę International Bible Students Association (IBSA, Międzynarodowe Stowarzyszenie Badaczy Pisma Świętego).

### Podróże transkontynentalne

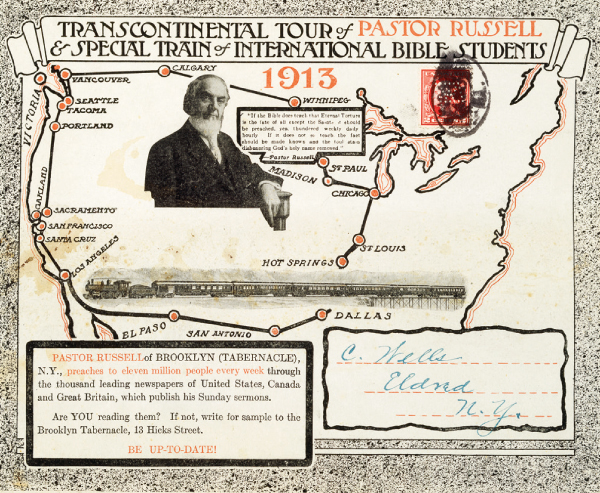
Pocztówka przedstawiająca transkontynentalną podróż C.T. Russella – czerwiec 1913

Powstające klasy biblijne często zapraszały C.T. Russella do złożenia osobistej wizyty. By zdążyć na umówione wykłady wynajmowano niekiedy specjalny „wagon kongresowy”, którym Russell i wąskie grono współpracowników podróżowało po wyznaczonej wcześniej trasie. Jeśli jednak podróżować miała większa grupa osób, zamawiano „pociąg kongresowy”. Wielkie podróże transkontynentalne zorganizowano w 1911 i 1913 roku. W 1911 roku podróż ta trwała od 9 czerwca do 12 lipca. C.T. Russell odwiedził zbory i uczestniczył w zgromadzeniach w Indianapolis, St. Louis, Kansas City, Wichita, Pueblo, Colorado Springs, Denver, Salt Lake City, Los Angeles, Pasadena, Santa Cruz, San Francisco, Oakland, Sacramento, Portland, Tacoma, Seattle, Victoria, Vancouver, Calgary, Winnipeg, Duluth i Huron oraz Toronto.
W czerwcu 1913 roku wraz z C.T. Russellem, L.W. Jonesem i B.H. Bartonem podróżowało 240 Badaczy Pisma Świętego. Podróż ta trwała cztery tygodnie, a jej uczestnicy pokonali trasę 13 tys. km, począwszy od Chicago w stanie Illinois przez Missouri, Arkansas, Teksas, Kalifornię, Kanadę, a następnie poprzez Madison w stanie Wisconsin i Rochford w stanie Illinois z powrotem do Chicago. Na trasie przejazdu pociągu odbywały się przeważnie trzydniowe zgromadzenia, na których podróżujący pociągiem pozostawali jeden dzień, Russell przemawiał zazwyczaj dwukrotnie, a Jones i Barton przedstawiali po jednym wykładzie. Jednodniowe zgromadzenie, które miało miejsce w Kansas City, rozpoczęło serię tych kongresów. W Hot Springs w stanie Arkansas odbyło się zgromadzenie trwające od 1 do 8 czerwca; wtedy też 4 czerwca 1913 roku do pociągu dołączył Russell. Większe kongresy odbyły się w Los Angeles od 11 do 15 czerwca, a w San Francisco – od 14 do 16 czerwca. Serię kongresów kończyło zgromadzenie w Madison w stanie Missouri, trwające od 29 czerwca do 6 lipca.

### Fotodrama stworzenia

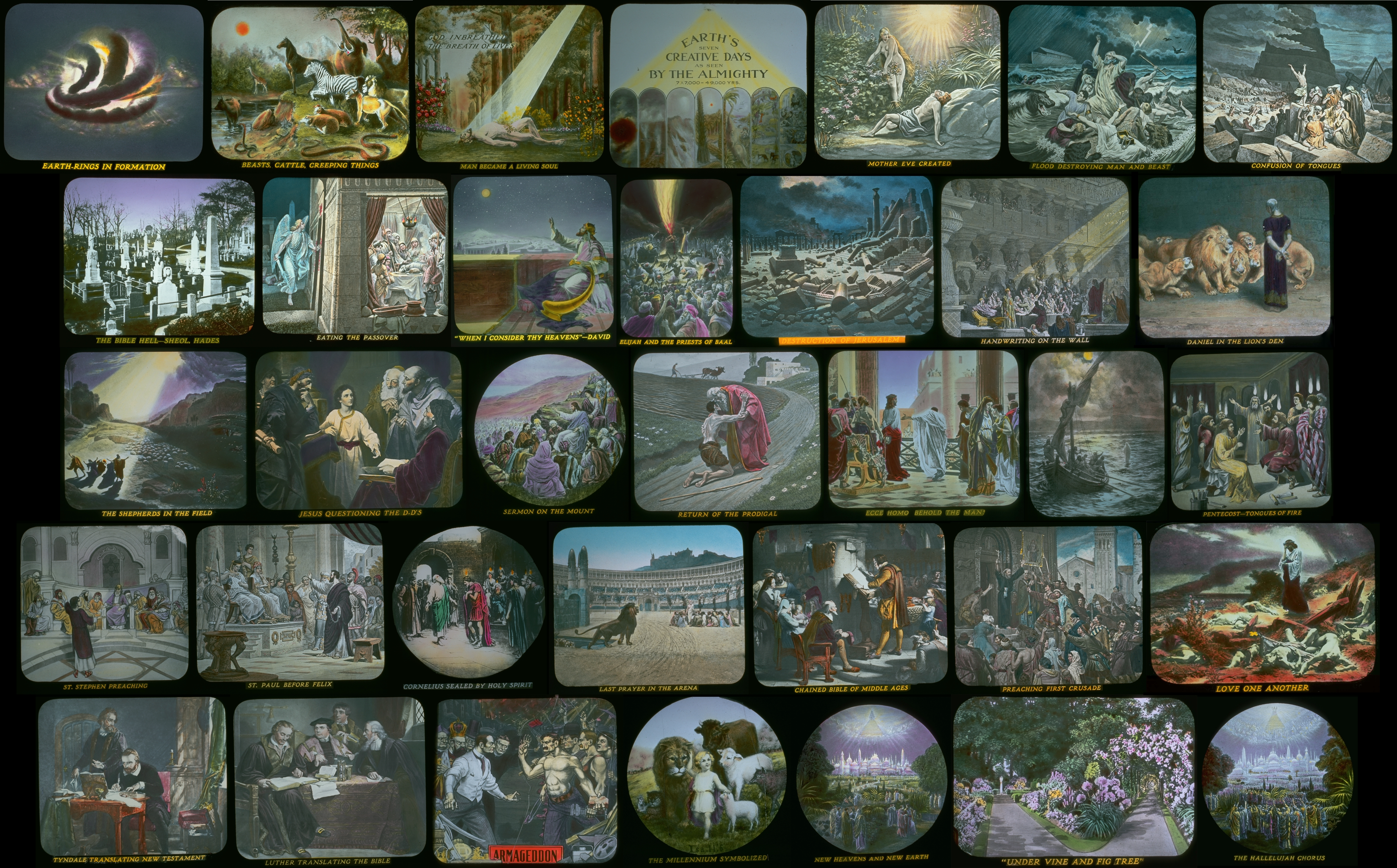
Przykładowe slajdy Fotodramy stworzenia

W latach 1912–1913 Towarzystwo Strażnica przygotowało epicką prezentację, która przedstawiała obraz dziejów od stworzenia świata do zakończenia tysiącletniego panowania Chrystusa zgodnie z wierzeniami Badaczy Pisma Świętego – Fotodramę stworzenia. Jej celem było możliwie szerokie przedstawienie zamierzenia Bożego przed upływem 1914 roku, uważanego przez Badaczy Pisma Świętego za punkt zwrotny w tym zamierzeniu. W samym roku 1914 tę prezentację obejrzało ponad 9 milionów osób na trzech kontynentach: w Ameryce Północnej, w Europie i w Australii.

### Rok 1914
Od 1876 roku Badacze Pisma Świętego uważali, że w roku 1914 dobiegną końca „czasy pogan”. Spodziewali się również, że wraz z końcem czasów pogan grono 144 000 wybranych zostanie zabrane do nieba. Gdy jednak tak się nie stało, doszli do wniosku, że zamierzenie Boże się nie zmieniło, a w 1914 wszyscy członkowie „Kościoła Pierworodnych” zostali już wybrani i „pomazani”. Po śmierci Russella, ok. 1925 roku, uznano, że okres od października 1914 roku wyznacza biblijne „dni ostatnie”.
Do 1914 roku powstało 1200 klas Badaczy Pisma Świętego. W tym czasie działało 5100 kaznodziejów Badaczy Pisma Świętego, wśród których około 850 w styczniu 1914 roku było kolporterami. 11 stycznia 1914 rozpoczęto wyświetlanie „Fotodramy stworzenia”. „Strażnica” ukazywała się w 8 językach w łącznym nakładzie 50 000 egzemplarzy. 30 czerwca 1914 roku założono w Londynie „International Bible Students Association” („Międzynarodowe Stowarzyszenie Badaczy Pisma Świętego”), które było europejską korporacją reprezentującą Badaczy Pisma Świętego.

### I wojna światowa
Po wybuchu I wojny światowej Badacze Pisma Świętego zachowując neutralność, jaka w ich przekonaniu obowiązuje chrześcijan, nie opowiedzieli się po żadnej ze stron. Nie chcieli brać udziału w wojnie i nie zaciągali się ochotniczo do wojska. Jednak niektórzy w trakcie obowiązkowego poboru przyjmowali kartę powołania, starając się równocześnie o pracę w armii, która miałaby charakter cywilny. Inni, którzy zostali wysłani na front, uznawali, że mogą „strzelać w powietrze”, ale nie mogą do przeciwnej strony. Gdy dochodziło do walk wręcz, starali się wyłącznie bronić i wytrącić broń z ręki przeciwnika. W „Strażnicy” z 1 września 1915 roku (wydanie angielskie) wykazano, że osoba, która przywdziewa mundur i staje się żołnierzem równocześnie przyjmuje obowiązki żołnierza, a chrześcijanin nie mógłby się czuć wtedy dobrze.
W Wielkiej Brytanii w marcu 1916 roku po raz pierwszy przeprowadzono obowiązkowy pobór nieżonatych mężczyzn. Do września tego roku 264 Badaczy Pisma Świętego wystąpiło o zwolnienie ze służby wojskowej. Z tej grupy 5 otrzymało zwolnienie, 154 zlecono pracę na rzecz państwa, 23 włączono w skład personelu cywilnego armii, a 82 przekazano wojsku. Spośród tej ostatniej grupy niektórzy stanęli przed sądem polowym i zostali skazani za niewykonywanie rozkazów. 40 Badaczy Pisma Świętego trafiło do więzień wojskowych, a 8 wysłano na front do Francji. Ósemka wysłana do Francji została skazana na rozstrzelanie za odmowę wykonywania rozkazów. Wyrok ten zamieniono na 10 lat więzienia, gdy ustawiono ich przed plutonem egzekucyjnym. Wielu Badaczy trafiło do więzień w Dartmoor lub na zamku Richmond. Łącznie w okresie I wojny światowej w Wielkiej Brytanii około 400 Badaczy Pisma Świętego odmówiło odbycia obowiązkowej służby wojskowej.
W Niemczech w trakcie I wojny światowej ponad 20 Badaczy Pisma Świętego odmówiło pełnienia służby wojskowej. Z tego względu część z nich została uznana za osoby chore psychicznie i trafiła do szpitali psychiatrycznych. Inni, którzy otrzymali powołanie odmówili służby z bronią w ręku i poprosili o skierowanie do jednostek niebiorących udziału w walkach. W Rumunii w roku 1914 za odmowę pełnienia służby wojskowej skazano na śmierć i wykonano wyrok na Ioanie Rusie ze wsi Petreştii de Mijloc. Na terenie Austro-Węgier za odmowę pełnienia służby wojskowej György Kiss został skazany na karę śmierci. Wyrok ten zamieniono mu na dożywotnie więzienie, a po wojnie uchylono. W 1916 roku aresztowano Károlyego Szabó oraz Józsefa Kissa i skazano na 5 lat więzienia za „szerzenie nauk odmiennych od oficjalnie przyjętych”. W sierpniu 1916 roku we Włoszech na karę 3 lat i 2 miesięcy więzienia za odmowę pełnienia służby wojskowej jak również pracy na rzecz wojska skazany został Remigio Cuminetti.

## Sytuacja po śmierci C.T. Russella
Po śmierci Russella w październiku 1916 roku i uwięzieniu w maju 1918 przez władze Stanów Zjednoczonych nowo wybranego zarządu Towarzystwa, Badacze przeszli kryzys. Doprowadził on do utworzenia przez opozycjonistów konkurencyjnej korporacji prawnej nazwanej „Pastoralny Instytut Biblijny” (PBI), która nie uznała wybranego 6 stycznia 1917 roku nowego prezesa Josepha Franklina Rutherforda. Ponieważ jednak między członkami PBI dochodziło do licznych nieporozumień, utworzyli oni kilka niezależnych grup (znane w Polsce to Świecki Ruch Misyjny „Epifania” – od roku 1927, Wolni Badacze Pisma Świętego – od roku 1928, czy powstałe w roku 1935 w Polsce Stowarzyszenie Badaczy Pisma Świętego).
Najliczniejsza grupa Badaczy Pisma Świętego, zatrzymała Biura w Brooklynie. Pozostała ona związana z Towarzystwem Strażnica reprezentowanym przez trzy korporacje prawne założone przez C.T. Russella i w dalszym ciągu wydawała czasopismo „Strażnica”. W następnych latach grupa ta położyła mocniejszy nacisk na ewangelizację i osobisty udział w działalności głoszenia. Czasopismo „Strażnica” w roku 1916 ukazywało się w 11 językach: angielskim (od 1879), niemieckim (1897), duńsko-norweskim (1900), francuskim (1903), włoskim (1903), szwedzkim (1904), fińskim (1913), węgierskim (1914), greckim (1915), polskim (1915) i rumuńskim (1916). W roku 1919 grupa ta rozpoczęła wydawanie nowego czasopisma pt. „The Golden Age” („Złoty Wiek”, obecnie znane jako „Przebudźcie się!”). W latach 20. XX wieku zaczęli wykorzystywać stacje radiowe do krzewienia swych wierzeń. W roku 1924 posiadali własne rozgłośnie – WBBR i WORD w Stanach Zjednoczonych, a dwa lata później kolejne cztery w Kanadzie. W lipcu 1931 roku za pośrednictwem sieci 450 stacji radiowych w Ameryce Północnej, Australii i Europie, transmitowano część programu międzynarodowego zgromadzenia w Columbus. Na tym kongresie grupa ta, licząca wówczas niecałe 50 tysięcy osób działających w 50 krajach świata, przyjęła nazwę Świadkowie Jehowy.
W hitlerowskich Niemczech władze nadal nazywały Świadków Jehowy Badaczami Pisma Świętego (Bibelforscher). Nie rozróżniały też podziałów w ruchu badackim. W obozach koncentracyjnych oznakowywano ich fioletowym trójkątem i symbolem IBV (Internationale Bibelforscher-Vereinigung) od skrótu nazwy korporacji reprezentującej ruch w Niemczech.

## Doktryny

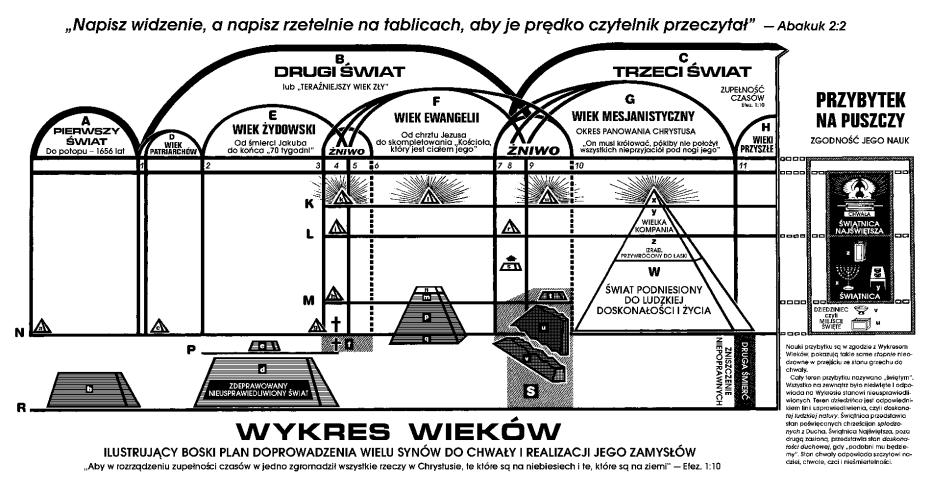
Boski Plan Wieków, wykres przedstawiający doktryny Badaczy

Badacze Pisma Świętego wyszli z założenia, że prawdy religijnej nie należy szukać w tradycjach i dogmatach chrześcijaństwa, ale wyłącznie w Piśmie Świętym. Uznali, że Jezus, w zamian za wierną służbę Bogu w czasie swojej misji na Ziemi otrzymał boską naturę (według ich wierzeń jest pierwszym stworzeniem, a nie częścią Trójcy), odrzucili naukę o duszy nieśmiertelnej, piekle ognistym i powiązany z tym pogląd części ortodoksyjnych chrześcijan o przyszłym spaleniu Ziemi. Przyjęli naukę o okupie Jezusa Chrystusa, o odrodzeniu na ziemi Raju, wyznawali poglądy millenarystyczne. Spotykali się w zborach, studiowali Pismo Święte, szerzyli swe przekonania przez wykłady biblijne, rozpowszechnianie traktatów religijnych (Kwartalniki Staroteologiczne) oraz książek (sześć tomów Wykładów Pisma Świętego Russella) i pozyskiwanie prenumeratorów „Strażnicy”.
Badacze uznawali, że rok 1914 to początek „Wielkiego Ucisku”, podzielonego na trzy następujące po sobie fazy; wojnę (I wojna światowa, która „obaliła mocarzy z ich tronów” np. cara), rewolucję (rewolucja październikowa), i finalnie anarchię zwaną też Armageddonem, która miała obalić wszystkie władze, i w konsekwencji przygotować świat na przyjęcie Królestwa Bożego. W czasie Wielkiego Ucisku Szatan miał być również unieszkodliwiony i pozbawiony możliwości wpływania na ludzi przez 1000 lat. Wierzyli również, że w roku 1799 (wraz z detronizacją Piusa VI), rozpoczęły się „dni ostatnie”, które miały trwać do 1914, i w czasie których miałaby szczególnie rozwinąć się nauka i technika. Ostatnia część tego okresu – „Dzień Pański” – miał rozgrywać się przez całe Żniwo Wieku Ewangelii i przygotować świat na nadejście Wielkiego Ucisku
Wierzyli oni również, że opisane w 20 rozdziale Objawienia istoty, „które usiadły na tronach”, to te same postacie, co te wymienione w Obj 7:4 i które w liczbie 144 000 otrzymają „boską naturę” i będą jako „Ciało” razem z Jezusem, czyli „Głową Kościoła” sprawować nadzór nad otworzonym po wielkim ucisku na Ziemi Raju. Badacze uznawali też, że przedstawiciele tej grupy zostaną wybrani z chrześcijan niezależnie od grupy religijnej do jakiej należą, a jedynym kryterium będą ich wiara w okup i ich postępowanie w życiu doczesnym. Jednakże warunkiem wstępnym było poświęcenie życia Panu, co w społeczności badackiej było bardzo często symbolizowane przez chrzest polegający na zanurzeniu całego ciała w wodzie. Osoby ochrzczone w ten sposób były nazywane „poświęconymi w służbie dla Pana”, i według Russella nie miałyby doświadczyć „ucisku”, jaki miał zostać zesłany od Boga na świat, ponieważ zostaliby zabrani do nieba. Później uznawali, że takie osoby zostaną ochronione przed niebezpieczeństwem. Ta klasa była nazywana „Kościołem” lub „Maluczkim Stadkiem”. W środowisku badackim panowało również przekonanie, że osoby, które po chrzcie przestały prowadzić bogobojny tryb życia, zostaną poszkodowane w czasie ucisku aby „zostało zniszczone ciało kosztem zachowania duszy”. Po śmierci zostaliby przemienieni w istoty podobne do aniołów, tworzące klasę „Wielkiego Grona”, usługującą i pomagającą „Maluczkiemu Stadku” w nawracaniu świata. Obie klasy były nazywane „Kościołem Pierworodnych”. Poza tymi dwoma grupami, zwanymi przez Badaczy „duchowymi”, istniała jeszcze klasa „Starożytnych Świętych”, postaci ze Starego Testamentu, które po Armageddonie miałyby nauczać ludzkość jak postępować, aby podobało się to Bogu.

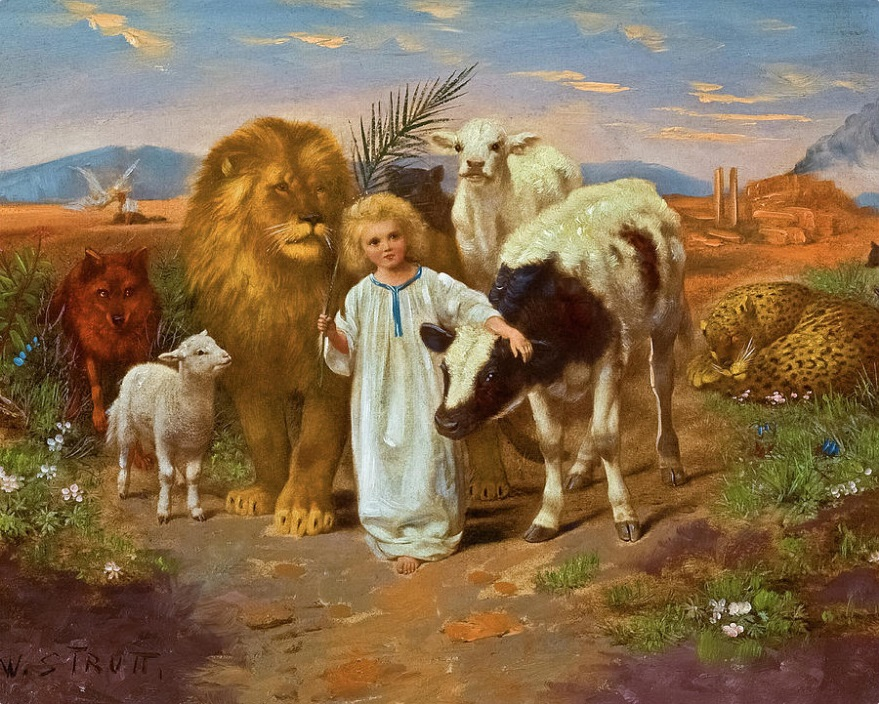
Popularny wśród Badaczy obraz „A little child shall lead them” Williama Strutta z roku 1896, przedstawiający wyobrażenie warunków panujących podczas Tysiąclecia (por. Iz 11:6,7).

W roku 1911 Russell napisał, że październik 1914 „będzie świadkiem „pełnego końca” Babilonu, czyli nominalnego chrześcijaństwa”, „całkowicie zniszczonego jako system”. Początkowo oczekiwania dotyczące roku 1914 były rozciągnięte do 1915. Kilka miesięcy przed śmiercią w październiku 1916 Russell napisał: „Wierzymy, że daty okazały się całkiem słuszne. Wierzymy, że czasy pogan się skończyły. Pan nie powiedział, że Kościół będzie uwielbiony (zabrany do nieba) w 1914 roku. Po prostu to wywnioskowaliśmy i, oczywiście, popełniliśmy błąd”. Zinterpretował on też wojnę w Europie jako pierwszą z trzech faz Armageddonu. Po Armageddonie i ustanowieniu Królestwa Bożego, przez 1000 lat (okres Tysiąclecia), władzę nad nim sprawowałby Jezus, a po upływie tego okresu władza nad Królestwem miałaby zostać przekazana Bogu. Według ich wierzeń podczas Tysiąclecia każda osoba miałaby mieć „drugą szansę” na zmianę postępowania na takie, które jest zgodne z wzorcami zawartymi w Biblii – nawet mieszkańcy Sodomy i Gomory, Adam wraz z Ewą, osoby które zginęły w Wielkim Ucisku, lub te, które odrzuciły nauki pastora Russella. Szansy na zmianę postępowania nie otrzymałaby ci, którzy poświęcili życie Bogu, lecz całkowicie się od niego odwrócili, ludzie którzy po 100 latach życia spędzonego w Tysiącleciu nie poczyniliby żadnych starań, aby poprawić swoje zachowanie, oraz ci, którzy poparliby Szatana, uwolnionego na krótki czas pod koniec panowania Jezusa.
Wierzenia Badaczy Pisma Świętego dotyczące ustanowienia Królestwa:
1. Królestwo Boże przejmie pełną kontrolę nad ziemią „na ruinach obecnych rządów”;
2. Chrystus byłby obecny jako nowy władca ziemi;
3. „Królewskie Kapłaństwo, ciało Chrystusa”, (144 000) będzie uwielbione przez Chrystusa;
4. Jeruzalem nie będzie już „deptane przez pogan”;
5. „Ślepota Izraela zacznie się zmniejszać”;
6. W czasie wielkiego „czasu ucisku”, doszłoby do pojawienia się ogólnoświatowej anarchii;
7. Królestwo Boże „uderzy i zmiażdży królestwa pogan – i całkowicie usunie ziemską władzę”[76][77].

Uznawali oni istnienie w Piśmie Świętym tzw. „równoległych dyspensacji”. Pogląd ten opierał się na założeniu, że niektóre daty z historii narodu żydowskiego mają swoje odpowiedniki w przyszłości. Według nich rok 1874 (uznawany za rok w którym Jezus powtórnie przyszedł, lecz w niewidzialnej formie) był odpowiednikiem roku 30 n.e. – daty chrztu Jezusa. Wierzyli, że w obu tych datach rozpoczęły się dwa okresy „żniwa”. W roku 1878 Jezus miał zostać koronowany na króla w niebie, podobnie jak w roku 33 n.e. został wywyższony na boską naturę po zabraniu do nieba. Rok 1881 miał odpowiadać rokowi 37 n.e. jako czas odrzucenia nominalnego chrześcijaństwa (Babilonu) przez Boga. Badacze uzasadniali tę datę tym, że wtedy został ochrzczony pierwszy poganin, setnik rzymski Korneliusz, co miało oznaczać koniec łaski dla Żydów, jak i również koniec okresu 70 tygodni, ostatniej szansy na poprawę dla Żydów. Okres ten rozpoczął się według nich w roku 453 p.n.e, kiedy zaczęła się odbudowa Świątyni Jerozolimskiej pod nadzorem Nehemiasza. Natomiast rok 1914, w którym zależnie od interpretacji miał przebiegać cały „Wielki Ucisk”, lub dopiero się zacząć, był przyrównywany do roku 70 n.e., kiedy to Żydzi zostali wygnani z ich ojczystego kraju, a ich świątynia została zniszczona. Podobnie w roku 1914 miały zostać zniszczone Kościoły protestanckie oraz Kościół katolicki (według ich interpretacji symbolizowane w Objawieniu przez niebiosa) i rządy (symbolizowane w Objawieniu przez góry). Okres od roku 30 do 70 n.e. nazywali „Żniwem Wieku Żydowskiego”, a okres od roku 1874 do 1914 nazywali „Żniwem Wieku Ewangelii”. Uznawali, że przypowieść o pszenicy i kąkolu przedstawia wydarzenia, jakie miały się odbyć w czasie obu tych „Żniw”; w czasie „Żniwa Wieku Ewangelii” kąkol przedstawiał chrześcijan „tylko z nazwy”, którzy zostaną ukarani w czasie „wielkiego ucisku”, a pszenica „Maluczkie Stadko”, które zostanie zabrane do nieba. Natomiast w czasie „Żniwa Wieku Żydowskiego” kąkol prezentował Żydów którzy odrzucili Jezusa i zostali ukarani w czasie zniszczenia Jerozolimy w 70 roku n.e., a pszenica prezentowała judeochrześcijan, którzy jak uznawano zostali ochronieni przed Rzymianami przez Boga.
Ważne elementem doktryny były tak zwane „obrazy” i „typy”. Badacze uważali, że wielu osobom, zdarzeniom i przedmiotom ze Starego i Nowego Testamentu odpowiadały różne zdarzenia i osoby z Nowego Testamentu, a także z czasów współczesnych. Dla przykładu Mojżesz był obrazem Jezusa, tak samo jak baranek ze Święta Paschy w Egipcie. Oba typy reprezentowały Jezusa w innych etapach jego życia, Baranek jako zgładzającego grzechy świata na krzyżu, a Mojżesz jako „Głowę Kościoła”. Najważniejszym symbolem dla Badaczy był Arcykapłan wchodzący do Świątyni w Dniu Pojednania, aby przebłagać Boga za grzechy Izraela co symbolizowało Jezusa wstawiającego się za członkami Kościoła u Boga.